# آلودی راموس
آلودی راموس (انگلیسی: Élodie Ramos؛ زادهٔ ۱۳ مارس ۱۹۸۳) بازیکن فوتبال اهل فرانسه است.
از باشگاه‌هایی که در آن بازی کرده‌است می‌توان به باشگاه فوتبال زنان مون‌پلیه اشاره کرد.
وی همچنین در تیم‌های ملی فوتبال France women's national under-19 football team و زنان فرانسه بازی کرده‌است.